# Mai mai
Mai Mai es una canción cantada por la agrupación mexicana Kabah, incluida en su tercer álbum de estudio titulado Esperanto (1998). Esta canción fue lanzada como el segundo sencillo oficial del disco y es otro gran éxito más de la agrupación.

## Otros datos
En 2023 esta canción formó parte la gira musical 90's Pop Tour junto con otros de sus más grandes éxitos musicales de la banda, compartiendo escenario con otras bandas más como OV7, Magneto, JNS y otros artistas más.

## Lista de canciones

### CD - Promo[10]
| Mai Mai — Single |           |          |  |
| N.º              | Título    | Duración |  |
| 1.               | «Mai Mai» | 3:36     |  |

## Video musical
Fue grabado y filmado en el año 1998 y se muestra a los integrantes en varias escenografías mientras bailan y cantan la canción durante todo el videoclip.